# 時の肖像
『時の肖像』（ときのしょうぞう）は、中村雅俊の18thオリジナルアルバムで、1991年3月10日に日本コロムビア / M-TRAINから発売された。

## 概要
前作『100年の勇気』から約1年ぶりとなるアルバム。
吉田拓郎をはじめ、辻仁成、小椋佳、徳永英明、飛鳥涼、高橋研が楽曲提供している。
1999年8月25日に再発売された。

## 収録曲
1. 耐えられない愛の軽さ（5分06秒）
作詞・作曲：辻仁成、編曲：西平彰
2. どうするんだい（4分26秒）
作詞：松井五郎、作曲：中村雅俊、編曲：佐藤準
3. 1969（5分10秒）
作詞・作曲：高橋研、編曲：佐藤準
4. ひとりぼっちの夜空に（4分37秒）
作詞：康珍化、作曲：吉田拓郎、編曲：瀬尾一三
  - 楽曲提供した吉田拓郎が、1991年に発売したアルバム『detente』でセルフカバー[3]。
5. 真夜中の行方（4分55秒）
作詞：大津あきら、作曲：中村雅俊、編曲：瀬尾一三
6. 遠景（6分28秒）
作詞・作曲：小椋佳、編曲：西平彰
7. きっと孤独に証人はいない（4分13秒）
作詞：松井五郎、作曲：和泉一弥、編曲：佐藤準
8. 明日（5分20秒）
作詞：大津あきら、作曲：徳永英明、編曲：瀬尾一三
9. 風の住む町（5分42秒）
作詞・作曲：飛鳥涼、編曲：瀬尾一三
  - テレビ朝日系ドラマ『さすらい刑事旅情編III』主題歌[4]
  - 楽曲提供したASKAが、1991年に発売したアルバム『SCENE II』でセルフカバー[5]。
10. 陽のあたる坂道（6分16秒）
作詞：松井五郎、作曲：中村雅俊、編曲：佐藤準

## 参加ミュージシャン
| 耐えられない愛の軽さ - Drums：島村英二 - E.Bass：美久月千晴 - E.Guitar：鳥山雄司・土方隆行 - Synthesizer：西本明 - A.Sax：古村敏比古 - B.Vocals：中村雅俊・山根麻衣・坪倉唯子・木戸やすひろ - Operator：浦田恵司・西平彰 どうするんだい - Drums：山木秀夫 - E.Bass：松原秀樹 - E.Guitar：今剛 - Synthesizer：中西康晴・佐藤準 - Operator：松武秀樹 1969 - Drums：渡辺豊 - E.Bass：榎本高 - Pedal Steel：今剛 - A.Guitar & B.Harp：高橋研 - A.Piano & Synthesizer：佐藤準 - B.Vocals：M-TRAIN BOYS ひとりぼっちの夜空に - Drums：山木秀夫 - E.Bass：美久月千晴 - E.Guitar：今剛・土方隆行 - A.Guitar：吉川忠英 - Synthesizer：国吉良一・富樫春生 - B.Vocals：瀬尾一三・大塚修司・FUNKY IGARASHI - Operator：浦田恵司・瀬尾一三 真夜中の行方 - Synthesizer：国吉良一・富樫春生 - E.Guitar：土方隆行 - B.Vocals：EVE・中村雅俊・瀬尾一三・大塚修司・FUNKY IGARASHI - Operator：浦田恵司・中山信彦 | 遠景 - Drums：島村英二 - E.Bass：美久月千晴 - E.Guitar：鳥山雄司・土方隆行 - Synthesizer：西本明 - Operator：浦田恵司・西平彰 きっと孤独に証人はいない - Drums：山木秀夫 - E.Bass：松原秀樹 - E.Guitar：今剛 - Synthesizer：中西康晴・佐藤準 - B.Vocals：ANNA BANANA・比山貴咏史・佐藤準 - Operator：松武秀樹 明日 - Drums：山木秀夫 - E.Bass：美久月千晴 - E.Guitar：今剛 - Synthesizer：国吉良一 - Operator：中山信彦 風の住む町 - Synthesizer：中西康晴・大谷和夫 - E.Bass：富倉安生 - E.Guitar：松原正樹・今剛 - B.Vocals：中村雅俊・比山貴咏史・木戸やすひろ・大塚修司 - Operator：浦田恵司・瀬尾一三・中山信彦 陽のあたる坂道 - Drums：山木秀夫 - E.Bass：美久月千晴 - E.Guitar：今剛 - A.Piano：友成好宏 - Synthesizer：佐藤準 - B.Vocals：中村雅俊・比山貴咏史・佐藤準 - Operator：浦田恵司 |